# Bitwa pod Wolą Cyrusową
Bitwa pod Wolą Cyrusową – bitwa stoczona we wrześniu 1939 roku w trakcie wojny obronnej Polski.

## Zadania Armii „Łódź” w kampanii wrześniowej
Armia Łódź w kampanii wrześniowej 1939 miała zadanie organizowania obrony między Armią „Poznań” a Armią „Kraków” na kierunku Radomsko – Skarżysko, w pasie od Błaszek (płn) do Przedborza (płd) oraz prowadzić  natarcie na nieprzyjaciela w kierunku Sieradz i dalej na zachód. Front obrony Armii – 120 km, główne pozycje obrony nad rzekami Wartą i Widawką (od granicy państwowej: 90 km na skrzydłach i 60 km w centrum). Armia „Łódź” współdziałała ze zgrupowaniem północnym  Armii „Prusy”. 
Armia składała się z dwóch ugrupowań: GO „Piotrków” (30 Poleska Dywizja Piechoty, Wołyńska Brygada Kawalerii (BK), II dywizjon 4 pułku artylerii ciężkiej (pac), 7 bateria ciężkich karabinów maszynowych (ckm), pociąg pancerny nr 52 i 53. Od 2 września w skład GO weszły: 2 DP, 10DP, Kresowa Brygada Kawalerii, Sieradzka Brygada Obrony Narodowej, a od 28 września dodatkowo 21 DPGórskiej)21 DPG ?, ta dywizja walczyła na południu w GO Bielsko, 28 września ? dzień przed upadkiem Modlina i GO gen. Ankowicza (10 DP i Kresowa Brygada Kawalerii). Od 6 września GO „Piotrków” przemianowano na GO gen. Thommèe.

## Sytuacja operacyjno-taktyczna
Po walkach granicznych niemiecka 10 Armia (XVI, XIV i XI Korpusy) siłami środkowego i lewego skrzydła miała uderzyć od Pilicy na Rawę aby przeszkodzić wycofaniu A. „Łódź”. Niemiecka 8 Armia miała przesuwać się prawym skrzydłem na Pabianice, a lewym na Ozorków, aby atakować A. „Łódź”. Zadaniem następnym 10 A było uderzenie na Warszawę i Górę Kalwarię. 8 A miała osłaniać skrzydło 10 A i otrzymała kierunek uderzenia na Stryków, Głowno. W Naczelnym Dowództwie Wojska Polskiego cofającej się A. „Łódź” wyznaczono przeprawy pod Otwockiem i Górą Kalwarią. 6 września stanowisko dowodzenia (SD) A. „Łódź” zostało zbombardowane. 7 września zgrupowanie A. „Prusy” zostało rozbite. W lukę między armie polskie wszedł nieprzyjaciel. GO gen. Ankowicza wycofywała się w rejon Sieradza. Oddziały 10 DP stanęły na wschodzie Zgierza, Kresowa BK odchodziła znad Neru w rejon Zgierza. 7 września 8 Armia kierowała się na Głowno – Piaseczno – Otwock. GO gen. Thommee nie miała łączności operacyjnej z A. „Prusy”. 7 września Wołyńska BK rozpoczęła odwrót na Andrespol, co odsłoniło skrzydło 30 DP. Pod wieczór Niemcy wzmogli uderzenia z północy na skrzydło i tyły 30 DP. Ponieważ spod Pabianic wycofywała się także 28 DP gen. Thommee podporządkował sobie obydwie dywizje, a gen. Władysławowi Bończy-Uzdowskiemu powierzył dowództwo GO składającej się z 2 i 28 DP, z zadaniem skoncentrowania się w rejon Woli Cyrusowej. Tam też skierował 30 DP.
Gen. W. Thommee przejął dowództwo A. „Łódź” (Gen. Juliusz Rómmel z grupą oficerów 8 września opuścił Armię i udał się do Warszawy na polecenie szefa Sztabu Głównego)czy jest na to przypis ? czy raczej samodzielna decyzja generała ?. Po objęciu dowództwa gen. Thommee, wobec rozpadu Armii, wydał rozkaz koncentracji pozostałym oddziałom w rejon Woli Cyrusowej.
Osłonę koncentracji powierzono od południa Wołyńskiej BK, której nakazano skoncentrować się w rejonie Przyłęku, a od północy Kresowej BK. Rozkaz koncentracji Wołyńskiej BK został zmieniony na skutek interwencji gen. Leopolda Cehaka dowódcy 30 DP, który przewidywał, że 28 DP nie zdoła osiągnąć nakazanych rejonów i dlatego jego DP może być zagrożona od północy. Gen. Cehak zaproponował aby Wołyńską BK skoncentrować w rejonie Skoszewy – Wola Cyrusowa do momentu nadejścia 28 DP. Wołyńska BK musiała pokonać w tym celu 25 km. Przemarsz odbywał się w trudnym terenie, bez map i po zatłoczonych drogach. 2 dywizjon artylerii konnej osiągnął rejon Woli Cyrusowej o godz. 6:00, spotykając tu odchodzące oddziały 2 DP. Było tu także dowództwo 28 DP, od którego otrzymano wiadomość o zajęciu Strykowa przez Niemców (Stryków został zajęty wieczorem 7 września przez 85 pp 10 DP). Zamierzenie koncentracji nie miało szans powodzenia. Już 7 września wieczorem 10 A prowadziła pościg za jednostkami polskimi w kierunku na Brzeziny z zamiarem obejścia południowego skrzydła A. „Łódź” i przecięcia komunikacji Łódź – Warszawa w rejonie Jeżowa. Północnemu skrzydłu A. „Łódź” zagrażał korpus 8 A., który nie podejmował walki i wymijając pod Głownem Kresową BK i 2 DP kierował się szybkim marszem do Łowicza i Sochaczewa. Na północnym zachodzie XII Korpus 8 A. uderzył na rejon koncentracji oddziałów A. „Łódź”. Na drodze XIII Korpusu na przedpolach Woli Cyrusowej stanęła Wołyńska BK. Sytuacja w rejonie Woli Cyrusowej rozwijała się dla polskich jednostek niepomyślnie. Cała północno – zachodnia flanka Wołyńskiej BK była odsłonięta. Między pozycjami Wołyńskiej BK i 2 DP istniała luka, dozorowana początkowo do godzin popołudniowych przez kawalerię 2 DP. 
Niemcy dążyli do rozbicia polskich oddziałów w lesie pomiędzy Kolonią Niesułków i Kolonią Wola Cyrusowa oraz do dojścia do mostu w Kołacinie w celu odcięcia Armii „Łódź” możliwości odwrotu na Warszawę. Kawaleria 2 DP odeszła do rejonu Głowna. Niemiecki 30 pp 10 DZ znajdował się we wsi Boginia. Ruch Niemców ku miejscowościom Skoszewy i Wola Cyrusowa mógł odciąć oddziały 28 DP i wyprowadzić na tyły Wołyńskiej BK. W tej sytuacji dowódca artylerii 28 DP nakazał obsadzić zachodni i północny skraj lasu koło Woli Cyrusowej przez 2 dywizjon artylerii konnej (dak). Około 7:00 w rejon zaczęły przybywać pozostałe jednostki Wołyńskiej BK. Wołyńska Brygada przyjęła dwurzutowe ugrupowanie obronne. Pozycje zajęte przez 2 dak wzmocniono 21 pułkiem ułanów i 2 pułkiem strzelców konnych (psk). W drugim rzucie w rejon Woli Cyrusowej pozostawały 2 i 19 psk oraz 21 dywizjon pancerny (dpanc). Dowództwo BK i Grupy Operacyjnej stacjonowały w Kołacinie. Las który obsadziła BK był położony w widłach szos Stryków – Głowno i Stryków – Brzeziny. Zachodni skraj obrony miał 4 km, głębokość ugrupowania 2 km. Przez środek obrony biegła droga do Woli Cyrusowej i dalej na most w Kołacinie. Odległość od skraju obrony do mostu wynosiła ok. 5 km.

## Przebieg bitwy
Ok. 9:00 oddziały niemieckiej 10 DP nawiązały walkę z pododdziałami Wołyńskiej BK, dążąc zgodnie z rozkazem do zajęcia Strykowa i dalszego natarcia na Kołacin. Niemiecka Grupa Armii przewidywała zamknięcie w okrążeniu  A. „Łódź” na wschód od Łodzi siłami 10, 17 i 18 DP. Na kierunku głównego uderzenia 10 DP, szosą na Stryków – Niesułków – Kołacin działał 85 pp z dywizjonem 10 pa, z zadaniem zajęcia mostu w Kołacinie. Dowódca 10 DP liczył, że wspólnie z innymi siłami armii zamknie pierścień okrążenia Armii „Łódź” w rejonie Kołacina. Oddziały rozpoznawcze pułku I rzutu natknęły się na silny ogień 21 puł oraz 2 dak w rejonie Niesułkowa i poniosły poważne straty. Niesułków Niemcy zdobyli ok. 13:00. Po zdobyciu Niesułkowa 85 pp organizował natarcie na obronę Wołyńskiej BK od strony wsi Nowostawy i Lipka. Niemcy kilkakrotnie próbowali pokonać obronę 21 puł, 2 psk i 2 dak, jednak ich natarcie załamywało się pod ogniem maszynowym. 85 pp zajął okoliczne wzgórza w rej. Niesułkowa. Niemcy prowadzili bombardowanie polskich pozycji ogniem artylerii. Ciężkie straty poniósł 19 puł i 2 dak. Płk Julian Filipowicz podjął decyzje wzmocnienia I linii obrony. Na prawe skrzydło 21 puł skierował 19 puł, a na zachodni skraj lasu 2 szwadron 12 puł. Ok. 14:00 zachodni skraj lasu Skoszewy zajął 36 pp z I dywizjonem 28 pal. Wkrótce przybyły inne oddziały 28 DP oraz pozostałości 30 pp. Ok. 15:00 Niemcy rozpoczęli ostrzał polskich pozycji artylerią, a z rubieży: Lipka – Niesułka – Nowostawy wyprowadzili natarcie 85 pp. Jednocześnie rozpoczęło bombardowanie lotnictwo wroga, atakując rejony artylerii i tyły. Na skrzydłach atakującej piechoty i w luki, Niemcy wprowadzili oddziały pancerno-motorowe. Wdarli się w styk między 19 i 21 puł i wyszli na tyły 21 puł 2 psk zaczął wycofywać się na północ.
Płk Filipowicz zorganizował kontratak siłami 12 i 19 puł. Pułki początkowo uzyskały powodzenie, ale nie mogły wyprzeć Niemców z lasu. Czołgi ostrzelały SD dowódcy BK. Walki stały się chaotyczne. Ok. 17:00 Niemcy opanowali większą część lasu. Wschodni skraj lasu był utrzymywany przez 21 puł. Do przeciwnatarcia płk Filipowicz skierował 2 dak. Niemcy oczekując kontrnatarcia rozpoczęli wycofywanie. W ciężkim boju dywizjon poniósł duże straty.
Dowódca BK wydał rozkaz odwrotu nad rzekę Mrogę. Odejście BK zabezpieczał 12 puł oraz 21 dywizjon pancerny. Rozkaz o odwrocie nie dotarł do 21 puł broniącego podejścia do Woli Cyrusowej. Utrzymał on pozycje do godz. 22:00, po czym wycofał się na wschód dołączając do Brygady pod Przyłękiem. Jednocześnie trwały walki pod Skoszewem. Walczył tu 36 pp wspierany przez I dywizjon 28 pal. Odejście 36 pp odsłoniło prawe skrzydło 82 pp 30 DP. Gen. Cehak skierował tu swoje odwody, które związały wroga w lesie Skoszewy. W nocy Niemcy przerwali działania lotnictwa i natarcie. Wołyńska BK i 36 pp wycofały się za rzekę Mrogę. Nad Mrogą płk Filipowicz otrzymał rozkaz wycofania się do lasów pod Przyłękiem, celem osłony dróg odwrotu Grupy Operacyjnej A. „Łódź” na Skierniewice. Brygada była zdezorganizowana. Na wniosek dowódcy BK gen. Thommee nakazał jej przejście do lasów pod Chlebowem celem uporządkowania, reorganizacji i wypoczynku. Ze sztabem BK odeszło dowództwo GO. 9 września gen. Thommee panował tylko nad związkami swojej dawnej GO. Próbował jednak w poczuciu żołnierskiego obowiązku zespolić wszystkie jednostki armijne. Do wieczora gen. Thommee nawiązał kontakt z 2 i 28 DP, którym wyznaczył rejon obrony nad Rawką. Od Kamionu po Rudę broniła się 28 DP, a dalej na północ 2 DP. Mimo poniesienia strat i konieczności wycofania Armia gen. Thommee była zwarta i sprawna do dalszej walki. Siły Wołyńskiej BK walczącej nieprzerwanie od 1 września wyczerpały się jednak nie została w rozproszona. Po bitwie pod Wolą Cyrusową niemiecka 10 DP uderzyła na północne skrzydło 30 DP gen. Cehaka zgrupowanej w rejonie Przyłęku. Wkrótce po zajęciu Brzezin przez Niemców wyszło stamtąd uderzenie na środkowy odcinek i południowe skrzydło obrony 30 DP. Dywizja utrzymała swoje pozycje mimo silnego nacisku przeważających sił nieprzyjaciela i bombardowań Luftwaffe. Otrzymała rozkaz wycofania się za Rawkę po bitwie pod Przyłękiem, w której poniosła duże straty (największe 83 pp), jednak zachowała zdolność bojową.
Cały ciężar walk pod Wolą Cyrusową dźwigały Wołyńska BK i jednostki 2 DP. Działania tych związków taktycznych zahamowały szybki marsz jednostek niemieckich na wschód równocześnie zadając im duże straty. Gen. Thommee nie zdążył w pełni dowodzić i kierować osobiście walką. Bez porozumienia z nim dowódca Kresowej BK płk Jerzy Grobicki wycofał brygadę pod Chlebów, a następnie przekazał dowodzenie płk. Kunachowiczowi i udał się na wschód w wyniku czego dostał się do niewoli sowieckiej. Płk Dojan-Surówka po osłonie północnego skrzydła poszukiwał łączności z 28 DP i oczekiwał rozkazów od dowódcy GO gen. Bończy-Uzdowskiego. Ten rozkazał dywizji marsz na przeprawę w Górze Kalwarii i przekazał dowodzenie płk. Stefanowi Broniewskiemu, opuścił dywizje i GO i udał się do Warszawy. Płk Dojan-Surówka też opuścił dywizję i udał się do Warszawy. Na posterunkach pozostali dowódca 30 DP gen. Cehak i dowódca Wołyńskiej BK – płk. Filipowicz.

## Straty
W walkach pod Wolą Cyrusową jednostki Wołyńskiej BK pod dowództwem płk Filipowicza, strzelcy z 36 pp pod dowództwem płk. Karola Ziemskiego, żołnierze 15 pp płk Jana Berka i artylerzyści 28 pal powstrzymali trzy natarcia przeważających sił nieprzyjaciela. W wyniku całodziennego boju Wołyńska BK zadała duże straty niemieckiej 10 DP. Duże straty poniosła Wołyńska BK. Najbardziej ucierpiały 19 i 21 puł, trwające w uporczywej obronie. 12 puł wykrwawił się w kontrnatarciach, 2 dak stracił 2 działa i kilkudziesięciu żołnierzy. W kwaterze wojennej na cmentarzu mariawitów pod Wolą Cyrusową (1 km na południe od Woli) pochowanych jest 78 żołnierzy. W Woli Cyrusowej pochowani są żołnierze 30 pp Strzelców Kaniowskich.